# 그리스도를 본받아

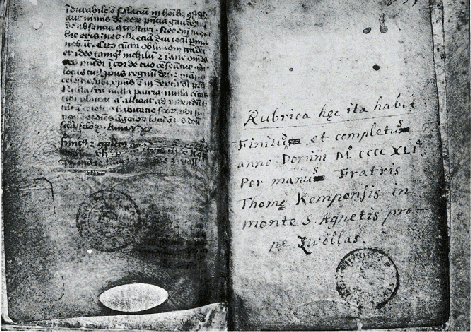
벨기에 브뤼셀에 있는 준주성범의 원고

《그리스도를 본받아》(라틴어: De Imitatione Christi, 영어: The Imitation of Christ) 또는 《준주성범》(遵主聖範)은 기독교, 특히 로마 가톨릭교회의 대표적인 신앙 서적으로 토마스 아 켐피스가 쓴 책이다. 최초의 책은 1418년-1427년경에 라틴어로 간행되었다. 이 책은 토마스 아 켐피스가 동참하였던 데보티오 모데르나 운동에 근거한 신앙생활을 위한 영성 서적이다. 혹자는 이 책을 성경과 비교할 수 있는 고전으로 표현하기도 한다.
준주성범은 종교적 교훈에 따라 주제를 나누어 총 네 권으로 구성되어 있는데, 각각 《정신 생활에 대한 유익한 훈계》, 《내적 생활로 인도하는 훈계》, 《내적 위로에 대하여》, 《존엄한 성체성사에 대하여》 등이 그것이다.

## 배경과 역사

### 배경

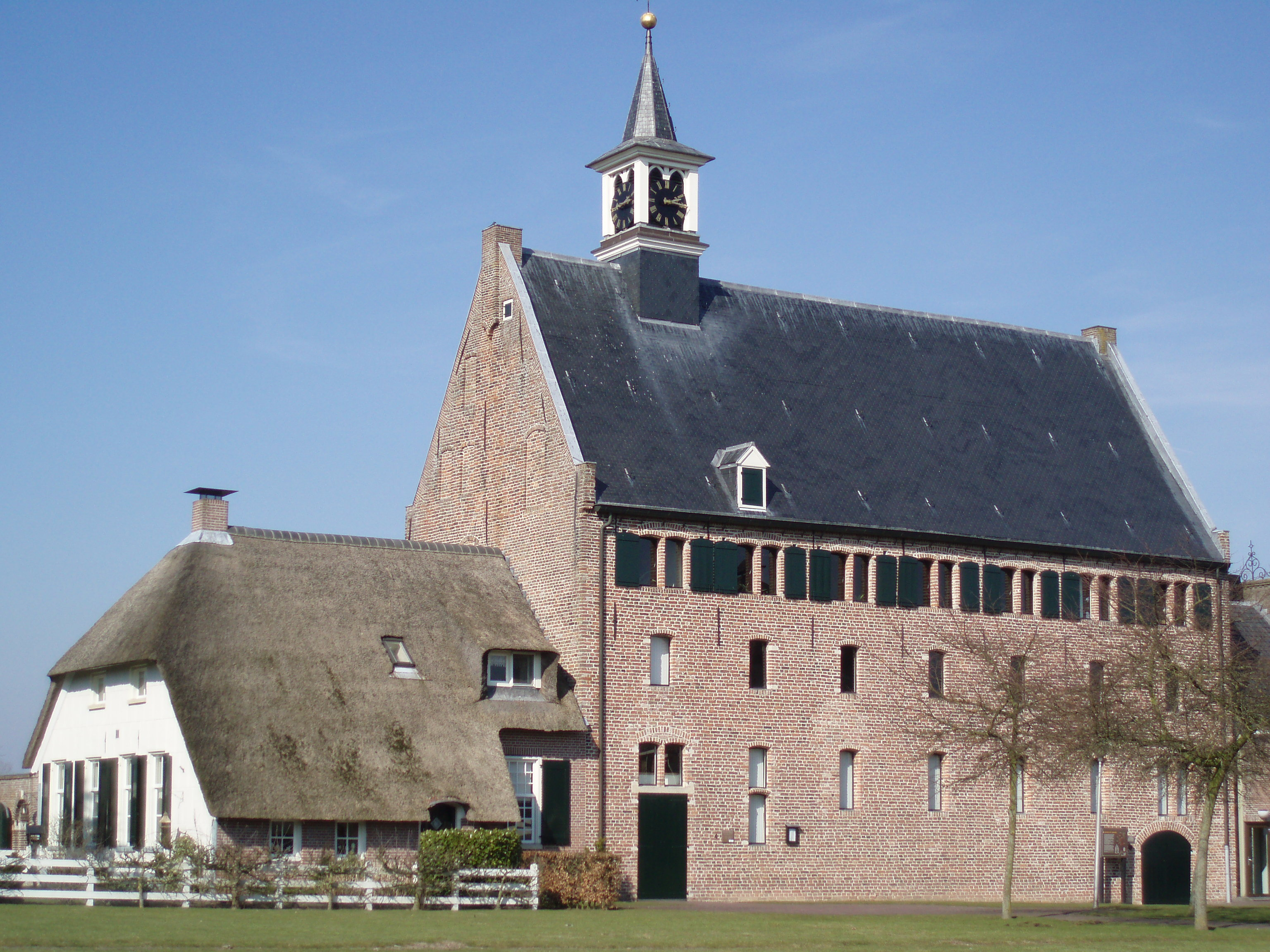
데보티오 모데르나 운동의 시발점이었던 빈데스하임.

그리스도의 삶을 본받는다는 것은 기독교의 신학, 윤리학, 영성에 있어서 중요한 요소이다. 이러한 개념과 실천 행위에 대한 언급은 바오로 서간을 비롯한 초기 기독교 문헌에서 볼 수 있다.
성 아우구스티노는 그리스도의 삶을 본받는 것을 그리스도인들의 삶의 근본적인 목적이자 아담으로부터 물려받은 원죄에 대한 치유책으로 여겼다. 내적인 부분만이 아니라 외적인 부분에서도 그리스도를 본받고자 하였던 아시시의 성 프란치스코는 마구간에서 가난하게 태어나 옷이 벗겨진 채 십자가에 매달린 예수처럼 자신 역시 가난한 생활을 하면서 복음을 전파하였다. 그리스도를 본받는 삶은 비잔틴 신학의 주요 주제였으며, 14세기의 책인 《그리스도의 삶》을 보면 니콜라스 카바실라스는 그리스도 안에서 살아가는 것을 그리스도인들의 근본적인 덕망으로 보았다.
유럽 중세 말기에 들면서 네덜란드의 가톨릭 사제 헤르트 호르테는 당시 교회가 수도원의 전통을 점차 잃어가고 있고 성직자들의 도덕적 가치가 떨어져가고 있다고 인식하고 데보티오 모데르나 운동을 전개하였다. 데보티오 모데르나 운동이 가장 중점을 둔 것은 초대 교회의 복음적 생활을 지향하는 신앙 쇄신으로서, 신학적 사변(思辨)이나 외면적 신심 형식보다는 영적(靈的) 내면성의 충실 및 수도원 개혁, 믿음이 약화된 성직자들의 재교육이었다. 준주성범은 바로 이 데보티오 모데르나 공동체 안에서 쓰여진 것이다. 데보티오 모데르나 운동은 당시 북유럽에서 크게 성행하였으며, 시간이 흐르면서 운동이 추구하던 본래의 정신이 발전하여 종교개혁을 꽃피웠다.

### 역사
최초의 준주성범 책은 1418-1427년경에 네덜란드에서 라틴어로 익명으로 출판되었다. 많은 사람들은 토마스 아 켐피스를 이 책의 저자로 생각하고 있다. 우리나라에서는 개신교 목회자들에 의해서 1913년도부터 부분이 번역 소개되다가, 1923년 장로교의 조선야소교서회에서 이원모 장로에 의해서 <긔독셩범>이란 제목으로 1-4권이 최초 완역되었다. 이후 1924년 조선성공회(현 대한성공회)에서 허세실(Cecil Hedges) 선교사에 의해서 <遵主聖範>이란 제목으로 전권이 출판되었으며, 라틴어 원문에 한자본, 일본어본, 영어본을 대조하여 번역되었다. 천주교에서는 해방 후, 1954년 천주교 서울대교구 윤을수(尹乙洙) 라우렌시오 신부에 의해 완역되었다.

## 영향
이 책은 존 웨슬리의 성화에 영향을 끼친 책 중에 첫번째로 꼽힌다. 이 책은 그가 소위 '종교적 회심'을 하는 사건을 경험토록 하였다.

## 같이 보기
- 기독교 신비주의